# Isabelle Morini-Bosc
Pour les articles homonymes, voir Morini et Bosc.
Isabelle Morini-Bosc, née Isabelle Bosc le 1er octobre 1956 dans le 4e arrondissement de Paris, est une journaliste française spécialiste des médias. Elle officie à la fois à la radio et à la télévision surtout en tant qu'intervieweuse et chroniqueuse, ainsi que dans la presse écrite.

## Biographie

### Famille et études
Né d'un père bâtisseur de barrages et d'une mère « mi-Savoyarde, mi-Brésilienne », Isabelle Bosc a une sœur aînée et un frère cadet.
Elle obtient un baccalauréat options anglais, espagnol, allemand et latin avec la mention très bien et trois ans de retard. Ensuite, elle suit des études à école des Beaux-Arts industriels de Grenoble (Isère), puis après avoir vécu trois années à Lyon, elle retourne à Paris en 1979.
En 1978, à l'aube de son 22e anniversaire, elle se marie avec Alain Morini, ingénieur chimiste. Ce dernier atteint d'une leucémie, meurt le 7 mars 2025. Ils ont un fils Guillaume Morini-Bosc (né le 24 septembre 1990), ingénieur et écrivain,.

### Carrière

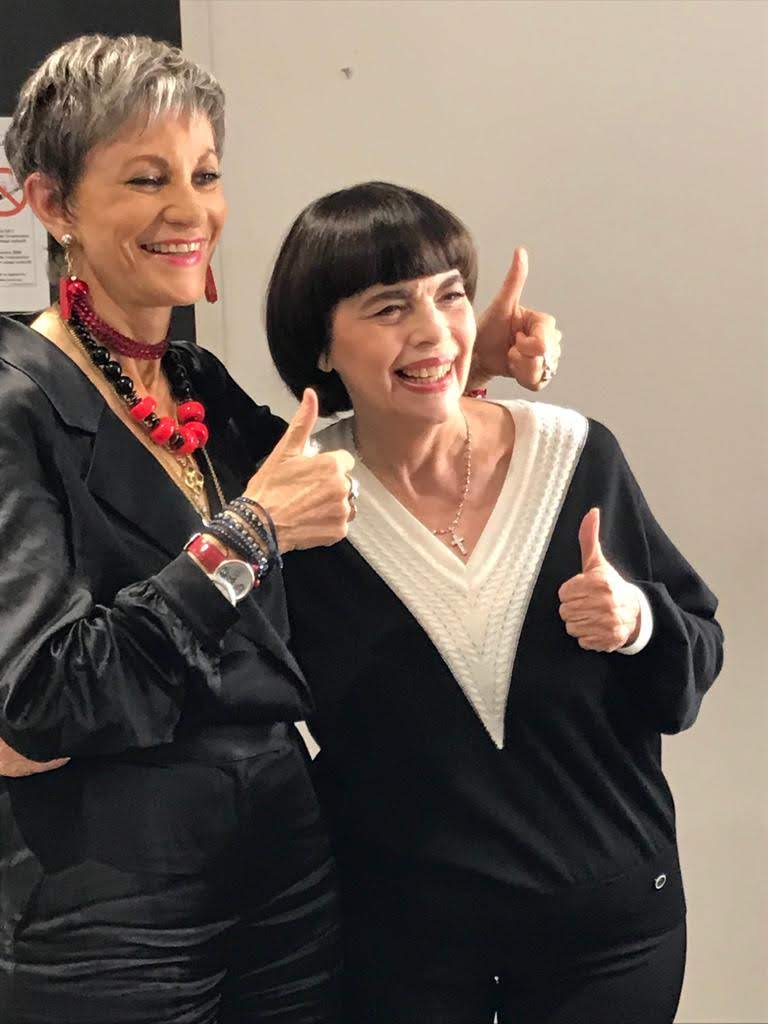
Isabelle Morini-Bosc (à gauche) et Mireille Mathieu dans l'émission Touche pas à mon poste ! en 2019.

Isabelle Morini-Bosc débute dans la presse écrite, notamment dans GEO et se spécialise rapidement dans le domaine de l'actualité liée aux médias, en particulier la télévision. Elle collabore aux hebdomadaires VSD (rédactrice des programmes télévision) et TV Magazine.
Elle fait son entrée à RTL en septembre 1995, pour y animer des chroniques sur la télévision dans la matinale de la station. Lors de la saison 2003-2004, dans On refait la télé, elle interviewe quotidiennement une personnalité du monde de la télévision entre 9 h 00 et 9 h 15. L'année suivante, On refait la télé est rallongée, pour devenir une émission d'actualité sur la télévision, de 14 h 00 à 15 h 00, qu'elle coanime avec Sébastien Folin et Emmanuel Maubert, dans une volonté pour la station de concurrencer l'émission médias de Jean-Marc Morandini sur Europe 1. Elle revient ensuite à ses chroniques matinales, notamment au sein de l'émission culturelle Laissez-vous tenter, aux côtés d'Yves Calvi, toujours sur RTL.
Plus discrète à la télévision, elle intervient comme chroniqueuse lors de la saison 2004-2005 du Grand Journal présenté par Michel Denisot sur Canal+, puis, de 2007 à 2010, dans Pif Paf, aux côtés de Philippe Vandel sur Paris Première.
Entre 2008 et 2018, elle participe à chaque numéro du Grand Concours des animateurs présenté par Carole Rousseau sur TF1. En 2010, elle participe à l'émission Pékin Express : Duos de choc sur M6 où elle fait équipe avec Christian Califano.
Elle est chroniqueuse dans Faut pas rater ça ! animé par Florian Gazan sur France 4, du 5 novembre 2012 au 29 mars 2013, date de l'arrêt, faute d'audience, de l'émission.
À partir du 20 mai 2013, elle est chroniqueuse  dans Touche pas à mon poste ! sur C8 (initialement D8).  Après être partie du programme en 2022, elle y fait son retour en 2024 jusqu’en 2025.
Durant l'été 2013, elle a fait partie du jury de l'émission Le Plus Grand Fan animé par Sébastien Cauet sur TF6.
En avril et mai 2017, elle présente sa toute première émission de télévision, en officiant au côté de Matthieu Delormeau dans le divertissement Des records incroyables mais vrais ! en première partie de soirée sur C8,.
En 2020, elle fait une apparition dans la série Validé de Franck Gastambide, avec toute l'équipe de Touche pas à mon poste !, où elle interprète son propre rôle de chroniqueuse de l'émission.
Le 28 septembre 2020, elle remplace exceptionnellement Cyril Hanouna à la présentation de Touche pas à mon poste ! sur C8. Sa prestation est décriée par la plupart des internautes.

## Ouvrages
- Le Pinceau de Guignol, éditions La Pensée universelle, 1980, 190 p.[2].
- Plus belle la vie : Le livre d'or, éditions Le Tigre bleu, 31 octobre 2007, 150 p. (ISBN 978-2916289069).